# St. Michael (Weiler in den Bergen)

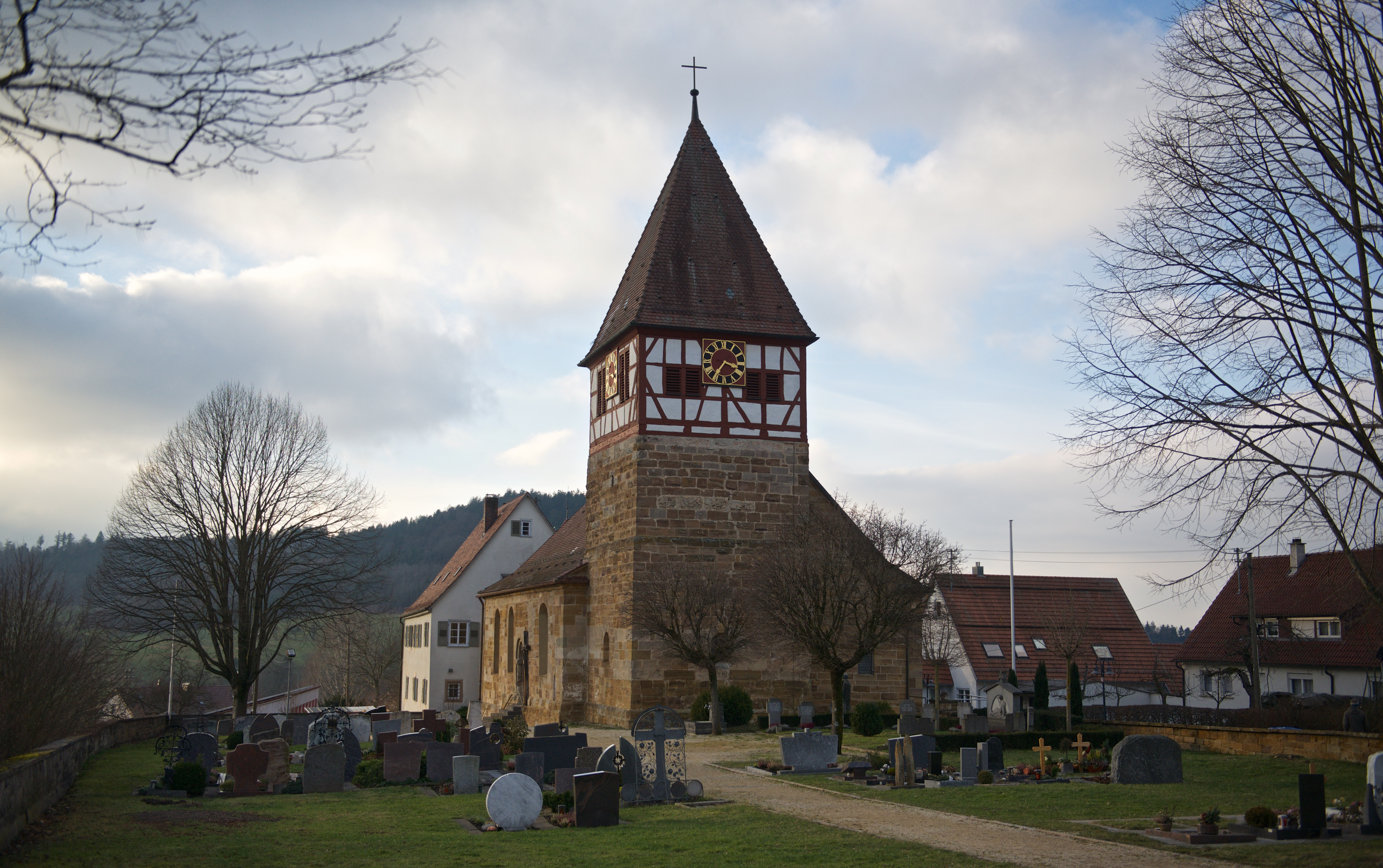
Michaelskirche in Weiler in den Bergen

Die Pfarrkirche St. Michael im Schwäbisch Gmünder Stadtteil Weiler in den Bergen ist eine spätromanische römisch-katholische Kirche im Dekanat Ostalb. Sie ist dem Erzengel Michael geweiht.

## Geschichte
Die Dorfkirche stammt aus dem ersten Viertel des 13. Jahrhunderts. Die erste Erwähnung der Chorturmkirche ist 1408 nachweisbar, bereits 1358 wird jedoch die Pfarrei genannt. Am 7. August 1413 ging durch Hermann Vyerabend das Patronat an das Gmünder Spital über.
Die erste gesichert datierte Baumaßnahme fand 1426/27 statt. Dabei bekam der Turm einen Fachwerkaufbau. Im 18. Jahrhundert kam es zur Erweiterung des Langhauses. Anfang des 20. Jahrhunderts galt die Kirche als zu klein. Sie wurde zunächst nicht als erweiterungsfähig befunden und ein Neubau wurde angestrebt. Trotzdem wurde 1946 eine Erweiterung nach Plänen von Albert Hänle vorgenommen, wobei es zu einer Umorientierung des Chors kam.
Von 1983 bis 1985 wurde die Kirche innen restauriert.